# 30924 Imamura
30924 Imamura este o planetă minoră (asteroid) din centura de asteroizi. A fost descoperită pe 15 septembrie 1993 la Kitami Observatory⁠(d) de Kin Endate. 
Obiectul prezintă o orbită caracterizată de o semiaxă mare de 2,5493229 UAi, o excentricitate de 0,28, o înclinație de 13,32714 ° în raport cu ecliptica.